# مقاطعة هاريسون (ميسيسيبي)
مقاطعة هاريسون هي مقاطعة في مسيسيبي، بلغ عدد سكانها 187٬105  نسمة، في 2010، عاصمتها بيلوكسي، تبلغ مساحتها 2٬528 كيلومتر مربع.

## الموقع
تشترك في الحدود مع:
- مقاطعة ستون (ميسيسيبي)
- مقاطعة جاكسون
- مقاطعة هانكوك (ميسيسيبي).

## التقسيمات الإدارية
- بيلوكسي.

## أعلام
- هيل بوغز
- هوارد باتل